# Form (Philosophie)
Form (lateinisch forma, „Gestalt, Figur“) ist ein philosophischer Grundterminus und stellt eine Übersetzung der griechischen Ausdrücke eidos bzw. morphe dar. Der Begriff der Form spielte vor allem als Gegenbegriff zur „Materie“ (griech. hyle) eine wichtige Rolle in der Philosophie des Hylemorphismus, wo „Form“ und „Materie“ als Prinzipien des Seienden bezeichnet wurden.

## Antike
Der Übergang vom allgemeinen zum philosophischen Gebrauch des Formbegriffs findet sich bei Platon in seinem frühen Dialog Euthyphron. Dort fragt Sokrates nach der „Form (eidos), durch die der Fromme fromm ist“ (6d10). Alle Handlungen, von denen das Prädikat „fromm“ ausgesagt wird, müssen eine gemeinsame Form aufweisen. Die späten Dialoge Sophistes und Politikos fragen nach der einen Gestalt (idea) oder Form (eidos), die verschiedene Individuen zur Einheit einer Klasse verbindet (Politikos 258c3-8). Siehe auch die Ideenlehre.
Bei Aristoteles ist die Form als ontologischer Begriff eine der Ursachen des Werdens. Er unterscheidet zunächst bei den vom Menschen hergestellten Dingen zwischen Materie und Form. Aus einem vorliegenden Werkstoff als der Materie formt der Mensch die „Kulturdinge“, etwa ein Haus aus Steinen oder eine Statue aus Erz. Im Gegensatz zur Materie, der bestimmbaren „Potenz“, ist die Form das, was das entstehende Ganze (synholon) in seiner Eigenart etwa als Haus bestimmt („aktuiert“); siehe auch Akt und Potenz. Sowohl die „Art“ als auch das Wesen (to ti en einai, „Wesenswas“) werden dabei von Aristoteles mit demselben Wort (eidos) bezeichnet wie die Form. Auf die Form bezieht sich für Aristoteles auch die Definition eines Begriffes.
Von den Werken menschlicher Kunstfertigkeit überträgt Aristoteles die Materie-Form-Struktur auf die durch Naturvorgänge entstehenden Stoffe, Körper und Lebewesen. Aus der ersten Materie, die noch ohne Form ist, entstehen durch den Wechsel der paarweise verbundenen Tastqualitäten (warm-trocken, warm-feucht, kalt-feucht, kalt-trocken) die vier irdischen Elemente (Feuer, Luft, Wasser, Erde). Durch Mischung der Elemente entstehen die Mischkörper (mikta). Die erste Materie stellt dabei zwar den Grundstoff für alle Formen der Körper dar, ist aber nicht unmittelbar der geeignete Stoff (oikeia hyle) für die Aufnahme jeder beliebigen Form. Vielmehr gibt es eine Stufenordnung der Stoffe und Formen, so dass jeweils ein bereits irgendwie geformter Stoff seinerseits wieder Stoff für eine weitere Form ist.
Aristoteles überträgt das Materie-Form-Schema auch auf das Leib-Seele-Verhältnis. Leib und Seele werden als Materie und Form komplementär begriffen und nicht als zwei eigenständige, gänzlich heterogene Substanzen. Die Seele ist dabei in der Vorstellung des Aristoteles die Verwirklichung eines mit entsprechenden Organen ausgestatteten Leibes (De anima B II, 412b 5f).

## Mittelalter
In der Philosophie des Thomas von Aquin kommen Form und Materie nur den natürlichen und zusammengesetzten Substanzen zu. Von ihnen verschieden seien die einfachen und immateriellen Substanzen, wie Engel und Himmelskörper, die als reine und höhere Formen nicht in einem anderen, der Materie, sondern in sich subsistieren (formae in se subsistentes).
In seiner Frühschrift De ente et essentia erscheint die „Form“ in zwei verschiedenen Bedeutungen: als andere Bezeichnung für das Wesen bzw. das „Wesenswas“ (quod quid erat esse, to ti en einai) und als Teil des Wesens der Körper. Die Form als das ganze Wesen umfasst in den körperlich Seienden die Form (als Teil) und die Materie – nach den allen Individuen derselben Art gemeinsamen Bestimmungen. Denn da das Wesen das ist, „was durch die Definition ausgedrückt wird“, die Definition aber stets nur vom Allgemeinen möglich ist, ist das Wesen oder die „Washeit“ ein Allgemeines. Die individuelle Form setzt nach Thomas die „bezeichnete Materie“ (materia quantitate signata) voraus, durch die sie individuiert wird. Während für Thomas die substantielle Form das Sein schlechthin gibt, verleiht die akzidentelle Form nur ein dazukommendes „Sosein“ (esse tale) – wie etwa das Warmsein. Die Form steht zur Materie in einem Akt-Potenz-Verhältnis. Analog dazu verhält sich das Sein zum Wesen, weswegen Thomas das Sein „das am meisten Formhafte“ (maxime formale) nennt.
Im Gegensatz zu Thomas ist für Johannes Duns Scotus hinsichtlich des Einzeldings nicht die Materie, sondern die Form das Prinzip der Individuation. Die „Diesesheit“ (haecceitas) eines Dings sei die letzte und höchste Form.

## Renaissance und Neuzeit
In der Renaissance findet eine Loslösung der Philosophie vom Form-Materie-Denken statt. So hat für Giordano Bruno nur die Materie Wirklichkeit; da die Formen ohne Materie kein Sein haben, müsse die Materie als das „einzige substanzielle Prinzip“ anerkannt werden, während die Form nur verschiedene Bestimmungen der Materie seien. Bruno nennt die Materie „den allgegenwärtigen Gott“. Für Francis Bacon sind die Formen nicht mehr die wesenhafte Substanz der Dinge, sondern die Qualitäten der Natur, die durch eine induktive Erforschung erkannt werden. Descartes bricht mit seiner Zwei-Substanzen-Lehre endgültig mit der Form-Materie-Philosophie. Die einzigen Attribute der Körper sind für ihn Ausdehnung und Bewegung. Die Annahme einfacher, unausgedehnter Formen ist für ihn eine anthropomorph-animistische Deutung der Natur.
Kant nimmt zu seiner Untersuchung der menschlichen Erkenntnisvermögen das Begriffspaar Form und Materie wieder auf – die für ihn nun nicht mehr Prinzipien des Seienden, sondern Reflexions-Begriffe sind. Die Erfahrung enthält für ihn „zwei sehr ungleichartige Elemente“, „nämlich eine Materie zur Erkenntnis aus den Sinnen, und eine gewisse Form, sie zu ordnen, aus dem innern Quell des reinen Anschauens und Denkens“ (KrV, A 86/B 118).
Auch in Hegels Wissenschaft der Logik sind Form und Materie sich wechselseitig voraussetzende Bestimmungen der Reflexion.